# Wisanu Kokietgym
Wisanu Pornobnum (ur. 25 stycznia 1984 r.) – tajski bokser kategorii junior muszej.

## Kariera zawodowa
Jako zawodowiec zadebiutował 21 grudnia 2001 r., nokautując w 3. rundzie Chartchaia Thortodsapola. Do końca 2006 r. stoczył jeszcze 25 walk, z których 16 wygrał, 7 przegrał i 2 zremisował. 8 czerwca 2007 r. zmierzył się z Indonezyjczykiem Rickym Manufoe'em. Pornobnum zwyciężył jednogłośnie na punkty (119-108, 120-108, 119-109), zdobywając pas PABA w wadze junior muszej. Do końca 2010 r. obronił ten tytuł jeszcze 7 razy, walcząc głównie na terenie Tajlandii.
28 czerwca 2011 r. w kolejnej obronie pasa PABA, Pornobnum zmierzył się z Filipińczykiem Dandalem Loreto. Taj niespodziewanie przegrał przez nokaut w 6. rundzie, tracąc pas. 7 listopada zdobył pas PABA w wersji tymczasowej, pokonując jednogłośnie na punkty (118-110, 117-111, 118-111) Sammy'ego Haglera. 13 stycznia 2012 r. obronił tymczasowe mistrzostwo, pokonując jednogłośnie na punkty (115-113, 116-112, 117-112) Roque'a Lauro.